# Маркарьян, Георгий Ашотович
Георгий Ашотович Маркарьян (род. 21 апреля 1999) — первоначально российский, затем греческий самбист и дзюдоист, победитель и призёр первенств России, Европы и мира по самбо среди юношей и юниоров, чемпион Греции по дзюдо среди юниоров, бронзовый призер молодежного чемпионата мира по дзюдо 2018.бронзовый призёр чемпионатов Европы по самбо 2018 и 2022 годов, бронзовый призёр розыгрыша Кубка мира по самбо 2018 года, серебряный (2018) и бронзовый (2020) призёр чемпионатов мира по самбо, мастер спорта России международного класса. Выступал во второй полусредней весовой категории (до 74 кг). Наставниками Маркарьяна были В. Г. Бородин и Ерванд Мгдсян. С 2017 года выступает за Грецию.

## Семья
Отец Ашот Маркарьян (1968) — советский и российский самбист и дзюдоист, чемпион и призёр чемпионатов СССР, чемпион Европы, двукратный чемпион мира, Заслуженный мастер спорта России, депутат Армавирской городской думы, почётный гражданин города Армавир, кандидат экономических наук.
Дядя Александр также занимался самбо, выполнил норматив мастера спорта России, был бронзовым призёром чемпионата мира среди студентов.